# Alphonse d'Orléans (1886-1975)
Pour les articles homonymes, voir Alphonse d'Orléans.
Alphonse Marie François Antoine Diego d'Orléans (en espagnol : Alfonso de Orleans y Borbón), infant d'Espagne et cinquième duc de Galliera, est né à Madrid, le 12 novembre 1886, et mort à Sanlúcar de Barrameda, dans la province de Cadix, le 6 août 1975. C’est un membre de la maison d'Orléans et de la famille royale espagnole et un aviateur militaire de renom.

## Famille

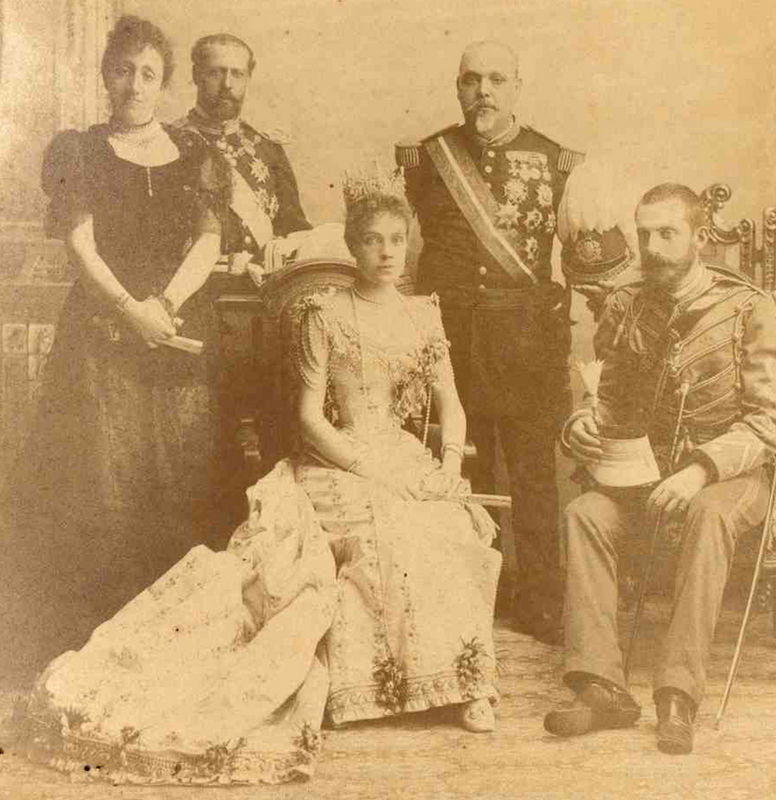
L'infante Eulalie d'Espagne et son époux le prince Antoine d'Orléans (assis) lors de leur visite à La Havane (1893).

Alphonse d’Orléans est le fils aîné du prince Antoine d'Orléans (1866-1930), duc de Galliera et infant d’Espagne, et de son épouse et cousine germaine la princesse Eulalie de Bourbon (1864-1958), infante d’Espagne.
Par son père, il descend du prince Antoine d'Orléans (1824-1890), duc de Montpensier, et du roi des Français Louis-Philippe Ier (1773-1850), tandis que, par sa mère, il est le petit-fils de la reine Isabelle II d'Espagne (1830-1904) et de son époux l’infant François d’Assise de Bourbon (1822-1902). 
Le 15 juillet 1909, Alphonse d’Orléans épouse, à Cobourg, en Allemagne, la princesse Béatrice de Saxe-Cobourg-Gotha (1884-1966), fille du duc souverain Alfred de Saxe-Cobourg-Gotha (1844-1900), lui-même fils de la reine Victoria Ire du Royaume-Uni (1819-1901). 
De cette union naissent trois enfants :
- Alvaro d'Orléans (1910-1997), infant d’Espagne et sixième duc de Galliera, qui épouse morganatiquement Carla Parodi-Delfino (1909-2000), fille du sénateur italien Leopoldo Parodi-Delfino, en 1937. D’où quatre enfants ;
- Alphonse d'Orléans (1912-1936), infant d’Espagne, qui meurt durant la Guerre civile espagnole, sans alliance ;
- Ataúlfo d'Orléans (1913-1974), infant d’Espagne, qui meurt sans alliance.

## Biographie

### Jeunesse
Le prince Alphonse partage son enfance entre l’Espagne, la France et l’Angleterre, où il reçoit une éducation soignée, donnée par une multitude de professeurs particuliers. Outre l'espagnol, l'enfant apprend ainsi l'anglais, le français et l'allemand, qu'il parle couramment. 
Les relations de ses parents, Eulalie de Bourbon et Antoine d’Orléans, se dégradant, Alphonse et son jeune frère Louis-Ferdinand sont cependant envoyés en pension au Beaumont College, une institution jésuite anglaise, en 1889 et y restent jusqu'en 1904. Plus tard, Alphonse poursuit sa formation en Allemagne, à l'Université de Heidelberg, où il étudie la philosophie. De retour en Espagne, il se destine cependant à la carrière militaire. En 1906, Alphonse d’Orléans intègre ainsi l'Académie d'Infanterie de Tolède.

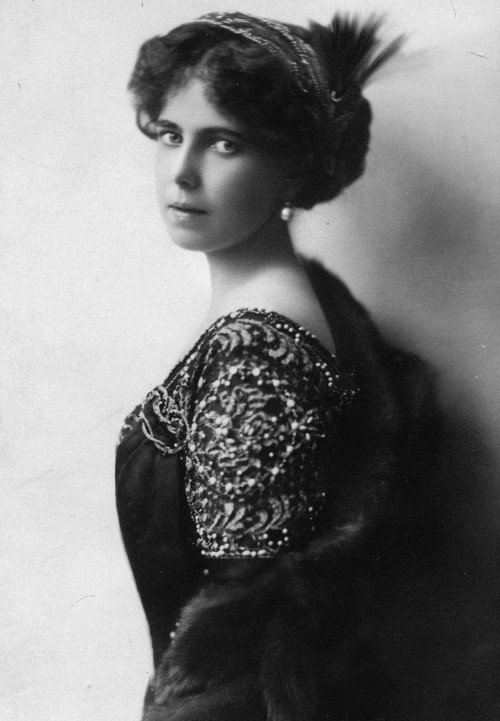
Béatrice d'Édimbourg, princesse de Saxe-Cobourg-Gotha

### Mariage
La même année 1906, Alphonse d'Orléans rencontre la princesse Béatrice de Saxe-Cobourg-Gotha au mariage de son cousin germain, le roi Alphonse XIII d'Espagne, avec la princesse Victoria-Eugénie de Battenberg. Alphonse et Béatrice tombent rapidement amoureux mais leur relation n'est pas sans poser problème. De fait, la princesse anglo-allemande est luthérienne et refuse de se convertir au catholicisme. Or, Alphonse est un proche parent du roi d'Espagne et il est bien placé dans la ligne de succession au trône. En 1909, Alphonse d'Orléans doit donc quitter l’Espagne pour pouvoir épouser Béatrice. Il perd alors son statut d'infant et n'est plus que prince de Galliera.

### Premier exil et découverte de l'aviation
Exilés, Alphonse et Béatrice vivent entre le duché de Saxe-Cobourg-Gotha, où règne la famille de la princesse, et la France. À Pau et au Mans, le prince assiste ainsi aux vols des frères Wright et à ceux d'autres pionniers de l'aviation. Fasciné par leurs exploits, Alphonse d'Orléans décide bientôt d'apprendre à piloter.
En 1910, le prince intègre l'école des frères Voisin, dirigée par Hubert Latham, à Mourmelon, en Champagne. Là, il apprend à piloter sur un monoplan Antoinette et obtient son brevet d'aviateur le 23 octobre 1910.

### Retour en Espagne
Alphonse d'Orléans et sa famille sont autorisés à revenir en Espagne en 1911 et le prince retrouve l'ensemble de ses titres et prérogatives à la Cour. Il reprend alors l'uniforme et est nommé lieutenant d'infanterie à Melilla, dans le Maroc espagnol. Cependant, l'aviation manque à l'infant. Il demande donc à intégrer la toute nouvelle École de Pilotes Militaires de Cuatro Vientos, ce qu'il obtient le 16 décembre 1912. Un an après, le prince devient à son tour professeur pour l'Armée de l'Air espagnole. 
En octobre 1913, Alphonse d'Orléans est sélectionné pour intégrer la première escadrille aérienne espagnole et participer à l'occupation du Rif marocain. Après quelques mois de service dans la colonie nord-africaine, l'infant est promu au grade de capitaine et retourne, peu après, en Espagne. Il reprend alors son poste de professeur à l'École de Cuatro Vientos, où il s'intéresse particulièrement aux patrouilles acrobatiques. 
En plus de son travail dans l'Armée, don Alphonse remplit un certain nombre de fonctions officielles. Déjà, en 1912, il était parti deux mois au Japon pour y représenter le roi Alphonse XIII aux funérailles de l'empereur Meiji. En avril 1914, il se rend en visite officielle en Roumanie pour faire de son neveu, le roi Carol II, un colonel honoraire de l'armée espagnole. En Espagne même, l'infant participe à de nombreuses cérémonies publiques et accompagne régulièrement le roi lors de ses déplacements officiels.

### Scandale et deuxième exil

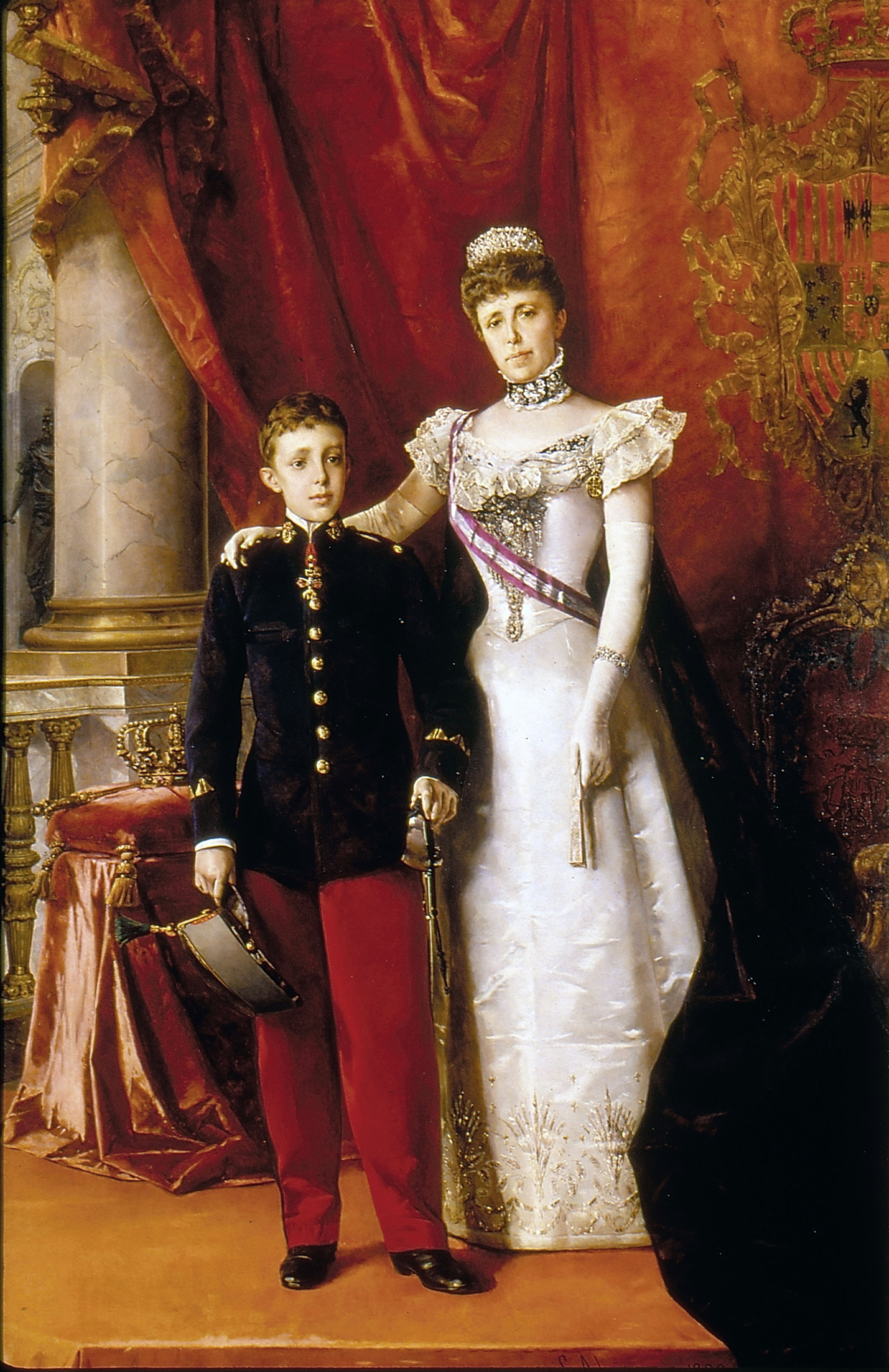
La reine Marie-Christine d'Espagne avec son fils Alphonse XIII, alors mineur.

Depuis leur retour en Espagne, Béatrice et ses enfants résident à Madrid et la princesse ne tarde pas à devenir très proche du roi. Naît alors la rumeur selon laquelle la princesse de Galliera nourrit une liaison avec le souverain espagnol. Vrai ou non, le scandale se propage dans la capitale et arrive aux oreilles de la reine douairière, Marie-Christine d’Espagne. 
Offusquée, cette dernière rencontre la princesse Béatrice à Saint-Sébastien et lui demande de quitter l’Espagne. La princesse Béatrice refuse, mais la douairière oblige le roi son fils à la renvoyer en exil avec son mari et leurs enfants, en juillet 1916. Alphonse d’Orléans est alors nommé à la légation espagnole de Berne et doit vivre pendant six ans en Suisse. 
Malgré l’humiliation que représente pour lui cette nouvelle mise à l’écart, le prince profite de ses années d’exil pour se perfectionner en tant que pilote dans la confédération helvétique et en Angleterre. Il étudie par ailleurs l'organisation de l'armée suisse et observe avec attention les événements de la Première Guerre mondiale.

### Retour en Espagne

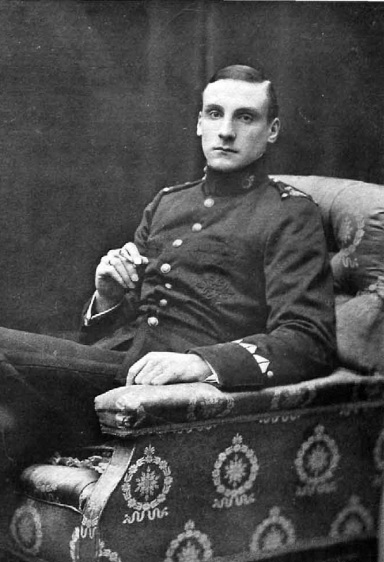
Alphonse, duc de Galliera.

À partir de 1921, les relations entre Alphonse d'Orléans et le reste de la famille royale espagnole reviennent petit à petit à la normale. En octobre de cette même année, le prince et la princesse de Galliera reçoivent ainsi la visite de l'infant Charles de Bourbon-Siciles et de son épouse, en Suisse. Ce n'est cependant que le 29 août 1922 qu'Alphonse et sa famille reçoivent l'autorisation de rentrer en Espagne,.
De retour dans son pays, Alphonse reprend ses fonctions de professeur d'aviation. Il dirige ainsi un cours de chasse en avion Spad à Los Alcázares. Mais le prince poursuit également sa propre formation en se rendant à l'étranger pour y visiter des bases aériennes ou rencontrer des constructeurs d'avion. Enfin, Alphonse d'Orléans reprend ses fonctions officielles au sein de la monarchie espagnole et reçoit ainsi sa belle-sœur, la reine Marie de Roumanie, en février 1924.
En 1925, Alphonse d’Orléans reçoit le commandement de l’escadrille Fokker, qui participe au débarquement d'Al Hoceima, lors de la guerre du Rif. Après la campagne, l'infant devient directeur de l’École de Tir et de Bombardement de Los Alcázares puis chef de l’École Tactique et inspecteur des Troupes espagnoles.
En 1930, Alphonse d'Orléans participe au voyage du LZ 127 Graf Zeppelin, ce qui le conduit de Séville au Brésil puis aux États-Unis. À cette occasion, il rencontre le président américain Herbert Hoover à Washington. Quelques mois plus tard, le père du prince, l'infant Antoine d'Orléans, trouve la mort à Paris. Alphonse d'Orléans lui succède donc à la tête du duché italien de Galliera et devient l'aîné des Orléans d'Espagne.

### De la République au franquisme
Lors de la proclamation de la Seconde République espagnole, le 14 avril 1931, Alphonse d'Orléans choisit de suivre son cousin le roi en exil et part s'installer à Londres avec sa famille. Il tente cependant de revenir en Espagne en 1932 mais est arrêté et déporté par le gouvernement à Villa Cisneros, dans le Sahara espagnol. L'infant réussit malgré tout à s'échapper de sa prison et gagner Lisbonne avec une trentaine d'autres monarchistes le 1er janvier 1933.

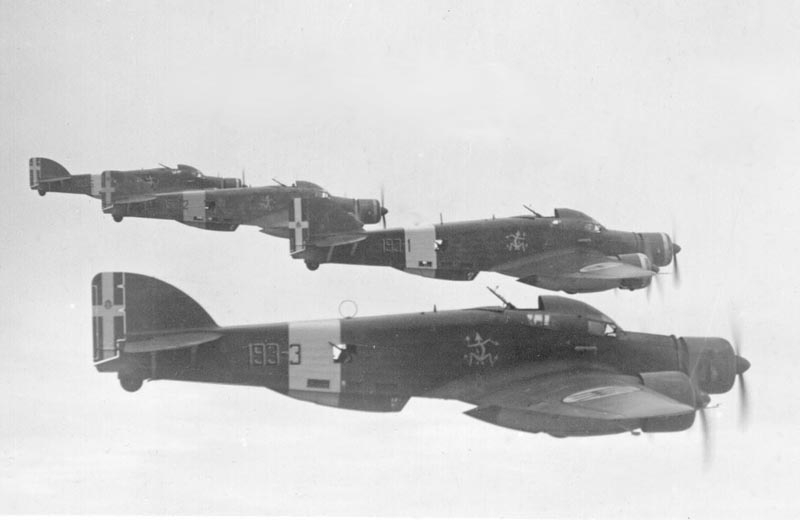
Avions Savoia-Marchetti SM.79, du même type que ceux pilotés par l'infant pendant la guerre civile.

Quelques années plus tard éclate la guerre civile espagnole et les enfants du prince s'enrôlent dans les armées nationalistes. Le 18 novembre 1936, l'infant Alonso trouve ainsi la mort à bord d'un Romeo 37. 
Quelques mois plus tard, en 1937, le général Francisco Franco autorise le prince Alphonse à rentrer en Espagne, sans doute grâce à l'intervention d'Alfredo Kindelán. L'infant réintègre l'armée et participe, en tant que pilote, aux campagnes de Teruel, de l'Èbre et de Catalogne. 
Après le conflit, le prince est promu général de brigade (1940) puis de division (1943) par le gouvernement du caudillo. Il est par ailleurs nommé à la tête de la Seconde Région aérienne espagnole le 7 juillet 1940.

### Démission de l'Armée

Buste du comte de Barcelone.

Le 5 avril 1945, Alphonse d’Orléans renonce cependant à ses fonctions pour appuyer le Manifeste de Lausanne, dans lequel Jean de Bourbon, comte de Barcelone et prétendant au trône d'Espagne, réclame la restauration de la monarchie. Cette décision met fin à la carrière militaire du duc de Galliera, mais celui-ci continue toutefois à piloter. Il totalise ainsi plus de 6 000 heures de vol jusqu'à sa mort.
Dans les années qui suivent, l'infant Alphonse joue le rôle de représentant non officiel du comte de Barcelone en Espagne. Il fait ainsi acte d'intermédiaire entre les monarchistes et le prétendant.

### Dernières années
Alphonse d'Orléans meurt d'une crise cardiaque le 6 août 1975, neuf ans après sa femme, la princesse Béatrice, et peu de temps avant l'accession au trône de son petit-cousin le roi Juan Carlos Ier d'Espagne.
Depuis 1989, une fondation espagnole destinée à la conservation des avions historiques porte le nom du prince : c’est la Fundación Infante de Orleáns.

## Titulature et décorations

### Titulature
- 12 novembre 1886 — 16 juillet 1909 : Son Altesse Royale Alphonse d'Orléans y Borbón, infant d'Espagne
- 16 juillet 1909 — 12 mars 1912 : Son Altesse Royale Alphonse d'Orléans y Borbón
- 12 mars 1912 — 24 juillet 1930 : Son Altesse Royale Alphonse d'Orléans y Borbón, infant d'Espagne
- 24 juillet 1930 — 14 juillet 1937 : Son Altesse Royale le duc de Galliera, infant d'Espagne
- 14 juillet 1937 — 6 août 1975 : Son Altesse Royale Alphonse d'Orléans y Borbón, infant d'Espagne

### Décorations dynastiques
- Chevalier de l'illustre ordre royal de Saint-Janvier (maison de Bourbon-Siciles)
- Bailli Grand-croix de justice de l’ordre sacré et militaire constantinien de Saint-Georges (maison de Bourbon-Siciles)
- Chevalier de l’ordre de la Toison d'Or (royaume d'Espagne, 13 mai 1907[7], déchu le 17 juillet 1909[8], réintégré le 12 mars 1912[9])
- Grand-croix de l’ordre de Charles III (royaume d'Espagne, 18 novembre 1886, déchu le 17 juillet 1909[8], réintégré le 12 mars 1912[9])
- Grand-croix de l’ordre d'Isabelle la Catholique (royaume d'Espagne, 29 mai 1912)
- Grand-croix avec distinctions blanches de l'ordre du Mérite aéronautique (royaume d'Espagne, 17 juillet 1972)[10]
- Médaille de l'Air (royaume d'Espagne, 23 novembre 1968)[11]
- Chevalier de l’ordre de Calatrava (royaume d'Espagne)
- Chevalier de la Société royale d'équitation de Séville (royaume d'Espagne, 1915)[12]
- Chevalier de la Légion d'honneur (République française)

## Publication
- (es) Infante Alfonso de Orleáns y Borbón, Funcionamiento y régimen interior de la Escuela de Pilotos de Netheravon, 1924 (rapport transmis au Ministère de la Guerre espagnol)